# Panzerdenkmal Wiltz

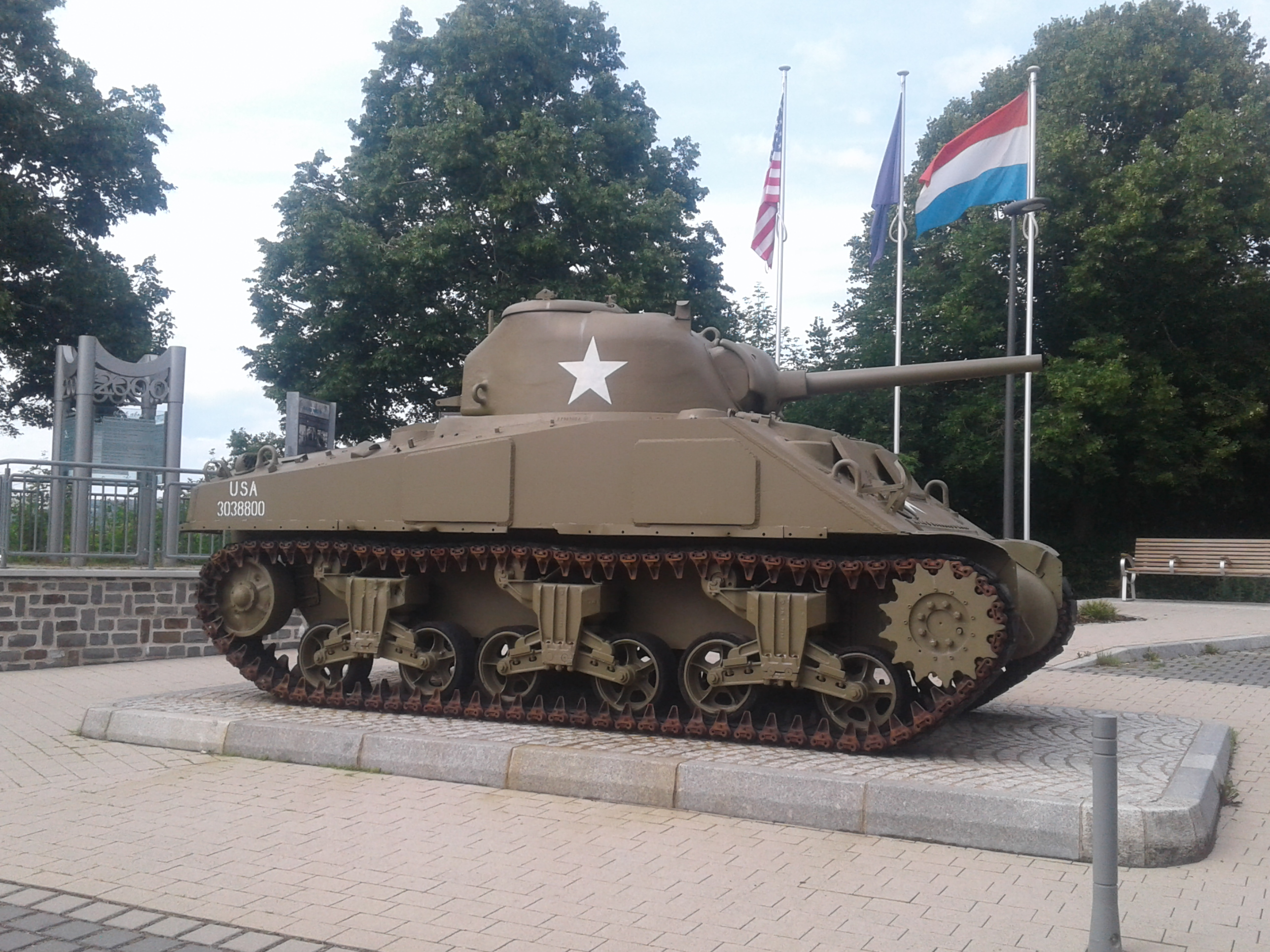
Panzerdenkmal in Wiltz (2019)

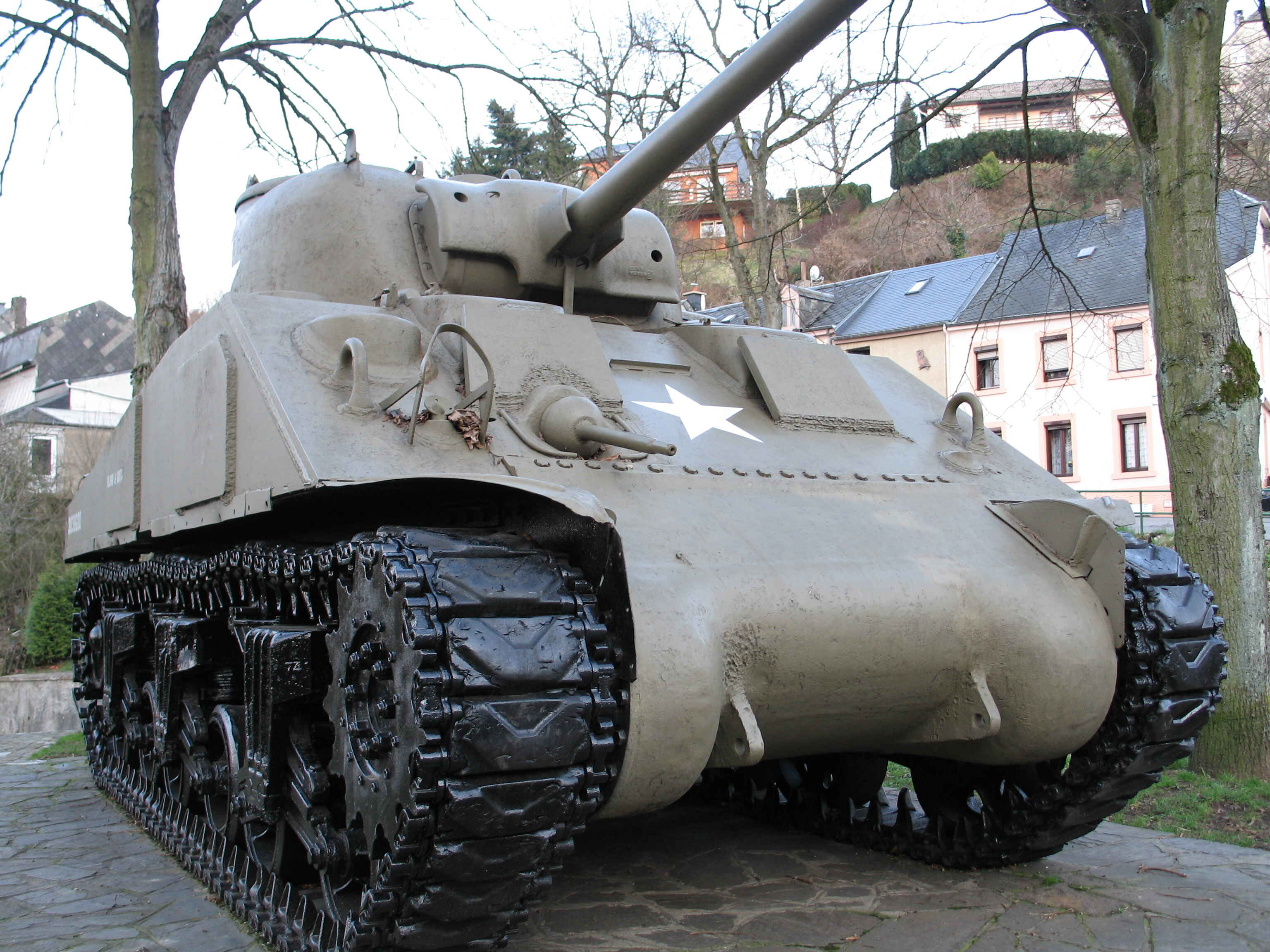
Panzerdenkmal in Wiltz (2005)

Das Panzerdenkmal in der Gemeinde Wiltz (luxemburgisch Wooltz) im Großherzogtum Luxemburg wurde 1946 zur Erinnerung an den Zweiten Weltkrieg errichtet.

## Geschichte
Der auf einer Plattform aufgestellte amerikanische Panzer des Typs M4 Sherman (Kennung: 3038800) des 707. US-Tankbataillon war 1944 an den Kämpfen um Wiltz (Ardennenoffensive) beteiligt und blieb vor Zerstörung verschont, da der US-Panzer in einem großen Misthaufen im Nachbarort Erpeldingen Ende Dezember 1944 liegen blieb und die Besatzung ihn auf dem Rückzug vor der deutschen Wehrmacht zurücklassen musste. Der Panzer war durch eine Unachtsamkeit des Fahrers hängen geblieben.
Mitte 1946 wurde der Panzer aus Erpeldingen, nachdem deutsche Kriegsgefangene die Einfriedungsmauer am Misthaufen abgerissen hatten, mit einer Seilwinde an einem Lastwagen sehr langsam herausgezogen. Da der Motor nicht mehr funktionstüchtig war, wurden vor den Panzer vier Lastwagen gespannt, und ein weiterer Lastwagen hinten bremste bergabwärts nach Wiltz.
Auf der Place des Martyrs in Wiltz wurde der Panzer zum Andenken an die Schlacht von Wiltz aufgestellt.
2014 wurde der Panzer im „Vehicle Restoration Center“ des königlich-belgischen Armee-Museums in Bastogne restauriert und 2016 wieder zurückgestellt. Der Panzer steht nun auf der „Belle-Vue“ am Eingang der Oberstadt in der Route d’Ettelbruck.
Die Restaurierung wurde in Zusammenarbeit der Stadtverwaltung Wiltz, des „Musée sur la Bataille des Ardennes Wiltz“ sowie der Vereinigung „National Liberation Memorial Schumanns Eck“ durchgeführt. Die Kosten beliefen sich auf rund 12.000 Euro und wurden von den beiden Vereinigungen „National Liberation Memorial Schumanns Eck“ und „Musée sur la Bataille des Ardennes Wiltz“ sowie der Gemeinde Wiltz übernommen.